# Slaget vid Krefeld
Slaget vid Krefeld (även kallat slaget vid Créfeld, efter det franska ortnamnet) utkämpades mellan Hannover och Frankrike den 23 juni 1758, under sjuårskriget. I slaget lyckades Ferdinand von Braunschweig att driva en talmässigt väsentligt starkare fransk styrka tillbaka över Rhen. 
Tillsammans med den tidigare segern i slaget vid Rheinberg lättade detta trycket mot Fredrik II av Preussen i väst, så att han kunde fokusera på öst där krigslyckan gått sämre.

## Beskrivning

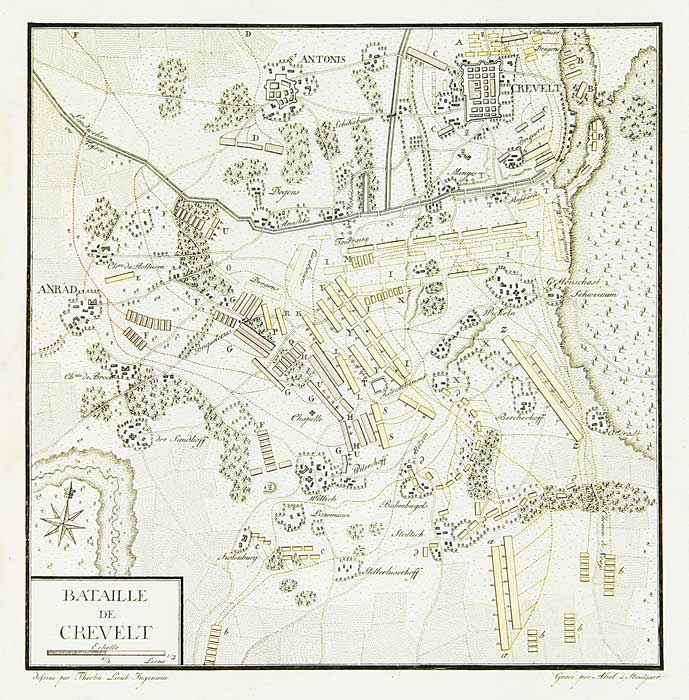
Fransk karta över slagfältet.

Den hannoverska armén ledd av hertig Ferdinand av Braunschweig, bror till hertigen av Braunschweig, hade drivit tillbaka fransmännen, ledda av Louis de Bourbon-Condé, comte de Clermont, till andra sidan Rhen. Hertig Ferdinands armé hade korsat över till den vänstra sidan av Rhen och var nu i en position där han hotade gränsen Frankrike. 
Slaget vid Rheinberg utkämpades 12 juni, men det blev inte avgörande. Clermont, som nyligen hade tagit över efter Duc de Richelieu som kommendör över den franska armén, testade att stoppa framryckningen. Han valde en försvarslinje på den södra sidan av en murad kanal som gick från öst till väst. Kanalen fungerade som en slags naturlig fästning som Clermont lätt kunde försvara. 
Efter flera skenangrepp mot Clermonts högre flank marscherade Ferdinand med en bred båge mot mot flanken och korsade kanalen utan fransmännens tillsyn. Han dök upp igen i ett skogsområde på Clermonts vänsterflank. Clermont, som var i mitten av middagen, skickade förstärkningar för sent, och hans vänsterflank krossades. 
Comte de Gisors, den populäre karismatiske sonen till den franske krigsministern Comte de Belle-Isle, blev dödligt skadad efter att ha rykt fram i fronten med de franske karabinjärerna. Comte de St. Germain, som kommenderade den franska vänsterflanken, klarade likväl att hindra en fullständig slakt, och den franska armén lyckades dra sig tillbaka relativt oskadda. 

## Följder
Arvprinsen, det vill säga sonen till hertigen av Braunschweig, som senare avled av skadorna han fick under slaget vid Jena under Napoleonkrigen, kommenderade de allierade trupperna. Clermont bad om att få slippa att fortsätta som kommendant efter nederlaget, en önskan som gick i uppfyllelse. Han efterföljdes av marskalk de Contades.
De franska styrkorna tvingades överge många ställningar, och försvagades väsentligt.